# Robert Hugh Benson
Robert Hugh Benson (Wellington College, 18 novembre 1871 – Salford, 19 ottobre 1914) è stato uno scrittore e presbitero inglese.
Sacerdote anglicano, dopo una sofferta conversione nel 1903 fu accolto nella Chiesa cattolica, nella quale fu ordinato sacerdote nel 1904. Prolifico autore di narrativa, scrisse numerose opere tra le quali diversi romanzi storici imperniati sullo scisma anglicano e testi fantapolitici-apologetici, tra i quali il romanzo di carattere distopico Il padrone del mondo (Lord of the World, 1907). La sua produzione letteraria sconfina anche negli ambiti della narrativa fantascientifica ed orrorifica, storie per ragazzi, drammi, opere devozionali e saggi. In accordo con il suo vescovo, portò avanti la sua carriera letteraria contemporaneamente all'impegno pastorale e divenne noto in tutto il Paese e oltreoceano come predicatore e conferenziere. Gli fu conferito da papa Pio X il titolo ecclesiastico onorifico di Ciambellano papale nel 1911 e conseguentemente quello di Monsignore.

## Biografia
Era quarto ed ultimo figlio di Edward White Benson, pastore anglicano e Cancelliere della Cattedrale di Lincoln, ed in seguito arcivescovo di Canterbury, massima autorità della Chiesa d'Inghilterra. Studiò ad Eton e, dopo aver cercato senza troppa convinzione di entrare nell'Indian Civil Service, si laureò al Trinity College di Cambridge, dove, con sorpresa dei familiari, maturò un interesse per le materie religiose e manifestò il desiderio di studiare teologia per diventare presbitero della Chiesa anglicana. Nel 1894 ricevette l'ordinazione come diacono, iniziando un'attività di predicazione nella Missione di Eton, nell'East End londinese e nel 1895 entrò nel clero anglicano ricevendo l'ordinazione sacerdotale.
Dopo la morte del padre, avvenuta nel 1896, Benson raggiunse la famiglia in Egitto, dove rimase fortemente colpito dal carattere di provincialità che avvertì nella Chiesa d'Inghilterra. Al suo ritorno divenne curato a Kemsing e coinvolse la comunità nel suo interesse per le rappresentazioni teatrali. Nel 1898 entrò nella Comunità della Casa della Resurrezione di Mirfield, un ordine contemplativo anglicano, modellato sulla Regola benedettina, ma senza la necessità di professare voti solenni; qui rimase fino al 1903.
Nel 1902 Benson iniziò a scrivere The Light Invisible, una raccolta di racconti dal gusto soprannaturale narrati da un sacerdote. Come lui stesso racconterà, prima, durante e dopo la scrittura del libro stava divenendo sempre più interessato alla contemplazione mistica, lasciando da parte l'apparato intellettuale della teologia e dei dogmi. Le sue perplessità spirituali sull'autorità della Chiesa anglicana, rafforzate dall'enciclica Apostolicae Curae di papa Leone XIII, lo portarono a un sofferto cammino di conversione verso la fede cattolica, raccontato con lucidità nel saggio autobiografico Confessions of a Convert (1913).
Entrato nella Chiesa cattolica, iniziò a studiare e venne ordinato sacerdote il 12 giugno del 1904 nella chiesa di San Silvestro a Roma. Nello stesso anno Benson fece ritorno a Cambridge. La sua vivacità intellettuale e le sue doti di empatia gli permisero di stringere amicizia con persone di ogni genere e di entrare in contatto con gli ambienti di pensiero più disparati. La perplessità e il gusto inquisitivo dell'epoca vittoriana avevano portato alla nascita di molte società interessate allo spiritismo e ai fenomeni psichici. Lo stesso padre di Benson, Edward, era stato tra i fondatori della Cambridge Ghost Society, insieme a J.B. Lightfoot e B.F. Westcott, anch'essi in seguito figure di rilievo della Chiesa anglicana dell'epoca. Tra le conoscenze di Benson troviamo in questo periodo la scrittrice Marie Corelli e Austin Osman Spare, legato inizialmente all'Astrum Argentum di Aleister Crowley. Le sue riflessioni sull'occultismo presero forma con rigore nel romanzo The Necromancers (1909), dove lo spiritismo è indagato e valutato come una forma di demonolatria.
Nel 1907 Benson si trasferì nella casa di campagna di Hare Street, dove iniziò un'intensa attività di predicazione, da un capo all'altro del Regno Unito, alternata al lavoro missionario e alla direzione spirituale. Nel 1914 sperimentò le avvisaglie di disturbi cardiaci, ma continuò a predicare senza osservare il riposo che gli era stato suggerito.
Durante una missione a Salford venne colpito da una crisi cardiaca e tentò di raggiungere la città, ma il dolore non gli permise di muoversi. Condotto in casa del vescovo, morì nel primo mattino del 19 ottobre 1914.

## Attività letteraria
Scrisse diversi romanzi storici imperniati sullo scisma anglicano.

### Con quale autorità?
In Con quale autorità? (By what authority?, 1904), riprendendo le elaborazioni di John Hungerford Pollen, scrisse che la scomunica di Elisabetta, per quanto spiacevole, fosse una sorta di atto dovuto da parte del papa, del quale Benson riconobbe l'approccio disponibile ripagato da ostilità. Si legge nel romanzo: "Non restava altro che riconoscerla e trattarla come una nemica della Fede, un'usurpatrice di prerogative spirituali ed un'apostata"; e più in dettaglio: "sostenere che il papa fosse il solo responsabile della sua persecuzione, era chiudere gli occhi dinanzi al fatto che Elisabetta aveva già apertamente sconfessato e ripudiato la sua autorità". Come Pollen, Benson richiamò attenzione sul punto dell'aspetto spirituale dell'Oath of Supremacy, che imponeva agli inglesi di scegliere alternativamente fra la lealtà verso il loro sovrano o la lealtà verso Dio.

### Il padrone del mondo

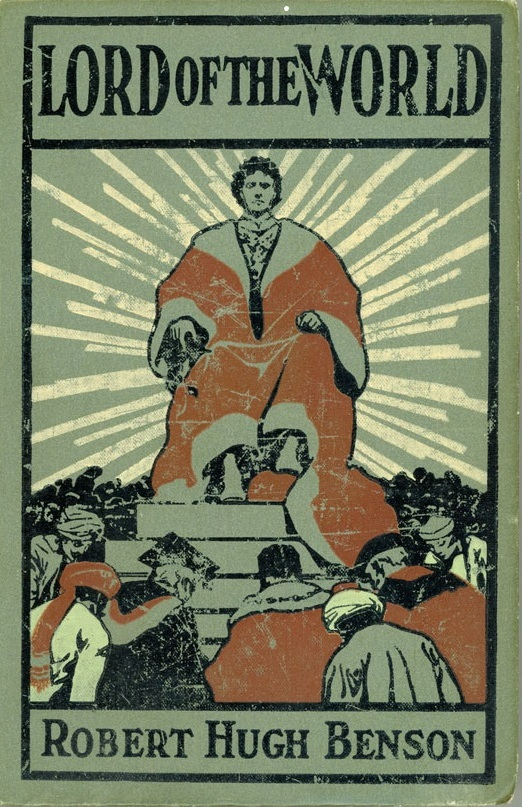
Copertina della prima edizione del romanzo Il padrone del mondo (1907)

Pubblicato nel 1907, Il padrone del mondo (Lord of the World) è un romanzo distopico che narra le vicende di diversi personaggi: padre Percy Franklin, il deputato massone Oliviero Brand con sua moglie Mabel, e Giuliano Felsemburgh.
Il romanzo è ambientato in una realtà che ha raggiunto un forte progresso materiale e intellettuale, dove tutto ruota intorno a un unico grande disegno, il trionfo dell'umanitarismo.
Nel libro emerge anche il tema della lotta tra materialismo e fede e di come il loro scontro provochi inevitabilmente grossi problemi politici, anche su scala mondiale.
Nel romanzo vi è un tema tipico dell'escatologia cattolica: la lotta tra l'Anticristo, Giuliano Felsemburgh, e l'Ultimo Papa, Percy Franklin, eletto col nome di Silvestro III (fino ai primi anni del XX secolo Papa Silvestro III non era considerato legittimo, bensì un antipapa), successore di Giovanni XXIV (gli antipapi Alessandro V e Giovanni XXIII, invece, fino ad allora erano considerato veri papi).
Nella prima edizione italiana del romanzo, del 1920, il traduttore Corrado Raspini, curiosamente, non rende "Pope John XXIV" in "Papa Giovanni XXIV" ma "Papa Benedetto XVI". Ciò può essere spiegato, forse, col fatto che il papa regnante allora era Benedetto XV e Giovanni XXIII era di ben cinque secoli prima.

### L'alba di tutto
Scritto e pubblicato nel 1911, L'alba di tutto (The dawn of all) è un romanzo che narra il sogno utopistico di Mons. Masterman che, in coma, immagina un mondo contrapposto a quello descritto ne Il padrone del mondo, un mondo cioè dove il cristianesimo ha trionfato e dove la Chiesa universalmente riconosciuta come guida e massima autorità morale.
I temi trattati spaziano dalla democrazia, della quale il mondo si è finalmente liberato, al diritto di voto, che permette ai mediocri di governare i saccenti, fino alla pena di morte, provvedimento talvolta necessario.
L'autore separa inoltre il ruolo della Chiesa, prettamente morale, da quello dello Stato, giudice e responsabile di ogni sentenza. È l'autore stesso a fugare ogni dubbio circa il suo pensiero. Scrive infatti nella prefazione originale:
(Robert Hugh Benson, prefazione del 1911)

## Opere
Elenco parziale.

### Narrativa

#### Fantascienza
Testi fantapolitici-apologetici
- A Mirror of Shalott, London, Sir Isaac Pitman & Sons Ltd., 1907 (raccolta di racconti). Testo originale
- Il padrone del mondo o Il dominatore del mondo (Lord of the World, 1907), Firenze, A. Vallecchi, 1920 (come "R. Hug Benson"); Milano, Jaca Book, 1987 (come "Robert Benson"); Verona, Fede & Cultura, 2011.  Testo originale, in Progetto Gutenberg.
- L'alba di tutto (Dawn of All, 1911), Verona, Fede & Cultura, 2010.  Testo originale, in Progetto Gutenberg.

#### Romanzi storici
- Con quale autorità? (By What Authority?, 1904), Torino, Società Editrice Internazionale, 1923; Milano, Rizzoli, 1997
- Il trionfo del re (The King's Achievement, 1905), Verona, Fede & Cultura, 2012.  Testo originale, in Progetto Gutenberg.
- La tragedia della regina (The Queen's Tragedy, 1907), Verona, Fede & Cultura, 2015.
- Vieni ruota! Vieni forca! (Come Rack! Come Rope!, 1912), Verona, Fede & Cultura, 2013.  Testo originale, in Progetto Gutenberg.
- La storia dell'eremita Richard Raynal (The History of Richard Raynal, Solitary, 1912), Milano, Edizioni Radio Spada, 2013.  Testo originale, in Progetto Gutenberg.
- Intrighi di Corte (Oddsfish!, 1914), Verona, Fede & Cultura, 2018.  Testo originale, in Progetto Gutenberg.
- Initiation, Dodd, Mead & Co., 1914.

#### Narrativa contemporanea
- The Light Invisible, Isbister & Company Ltd., 1903 (raccolta di racconti)
- The Sentimentalists, Sir Isaac Pitman and Sons Ltd., 1906
- The Conventionalists, Hutchinson & Co., 1908.
- I necromanti (The Necromancers, 1909), Verona, Fede & Cultura, 2012.  Testo originale, in Progetto Gutenberg.
- The Winnowing, B. Herder, 1910.
- None other gods, B. Herder, 1911.  Testo originale, in Progetto Gutenberg.
- The Coward, B. Herder, 1912.
- An Average Man, Dodd, Mead & Company, 1913.
- Solitudine? (Loneliness?, 1915), Verona, Fede & Cultura, 2021.

### Saggistica
- L'amicizia di Cristo (The Friendship of Christ, 1913), Brescia, Morcelliana, 1931; Milano, Jaca Book, 1989
- Cristo nella Chiesa (Christ in the Church: A Volume of Religious Essays, 1911), Brescia, Morcelliana, 1936; Verona, Fede & Cultura, 2018
- Paradossi del Cattolicismo (Paradoxes of Catholicism, 1913), Firenze, Libreria Editrice Fiorentina, 1923.  Paradoxes of Catholicism, in Progetto Gutenberg.
- Confessioni di un convertito (Confessions of a Convert, London, Longmans, Green & Co., 1913), Milano, Gribaudi, 1995
- Religion of the Plain Man
- Lourdes, (Loudes, 1914), Verona, Fede & Cultura, 2016

### Libri per l'infanzia
- Alphabet of Saints, , illustrato da L. D. Symington, Burns, Oates & Washbourne, 1905 (con Reginald Balfour e Charles Ritchie)
- A Child's Rule of Life, illustrato da Gabriel Pippet, London, Longmans, Green and Co., 1913.
- Old Testament Rhymes, illustrato da Gabriel Pippet, 1913

### Drammi
- Cost of a Crown, a Story of Douay & Durham; a Sacred Drama in Three Acts
- A Mystery Play in Honour of the Nativity of Our Lord, Longmans, Green, and Co., 1908
- The Upper Room, a drama of Christ's passion